# 광주 정씨
광주 정씨(光州 鄭氏)는 광주광역시를 본관으로 하는 한국의 성씨이다. 시조 문하시중공 정신호(鄭臣扈)의 손자 정구진(鄭龜晉)이 1386년(고려 우왕 12년) 문과에 급제하여 사헌부집의와 관찰사를 지냈다.

## 역사
《일세보(一世譜)》에 의하면 광주 정씨의 시조 정신호(鄭臣扈)는 고려 말에 봉은사진전직(奉恩寺眞殿直)·상호군(上護軍)을 지냈고, 삼중대광(三重大匡) 문하찬성사(門下贊成事)·판판도사사(判版圖司事)에 추봉되었다. 개성부윤공(開城府尹公) 정윤부(允孚)가 2세손이다.
정신호(鄭臣扈)의 손자인 정구진(鄭龜晉)이 1386년(고려 우왕 12년) 문과에 급제하여 사헌부집의 등의 거쳐 1425년(조선 세종 7년) 강원도관찰사를 지냈다.
장택현(長澤縣 : 전라남도 장흥군) 출신의 정세운(鄭世雲)이 공민왕 때 중서평장사(中書平章事)로 홍건적의 난을 토벌한 것이 《고려사》에 기록되어 있고, 시조인 정신호(鄭臣扈) 이전에도 광주(光州)를 본관으로 하는 정씨가 있었던 것을 사료로 알 수는 있으나 그 상계는 상고(上考)할 수 없다.
광주 정씨는 조선시대 문과 급제자 34명을 배출하였다.

## 분파
절제공파(節制公派),청산공파(靑山公派)응교공파(應敎公派), 지평공파(持平公派), 자의공파(諮議公派), 능파정공파(凌波亭公派), 승지공파(承旨公派), 진사공파(進士公派), 참봉공파(參奉公派), 판서공파(判書公派), 청백리공파(淸白吏公派), 양촌공파(楊村公派), 참판공파(參判公派), 소강재공파(昭江齋公派), 성재공파(醒齋公派), 봉사공파(奉事公派), 통덕랑공파(通德郞公派), 현감공파(縣監公派), 통정공파(通政公派), 학생공파(學生公派), 판관공파(判官公派),민충공파(敏忠公派)

## 집성촌
- 광주광역시 남구 대촌동
- 전라남도 나주시 왕곡면 신포리
- 전라남도 나주시 반남면 대안리
- 전라남도 함평군 손불면 동암리
- 경기도 광주시 추자동
- 경기도 용인시 모현읍
- 강원특별자치도 춘천시 남면 서천리
- 평안남도 평원군 조운면 순정리
- 경기도 용인시 처인구 포곡읍 전대리

## 인구
- 1985년 광주 정씨 (3,446가구 14,923명) + 광산 정씨 (925가구 4,105명) = 19,028명
- 2000년 광주 정씨 (4,717가구 15,149명) + 광산 정씨 (1,709가구 5,794명) = 20,943명
- 2015년 광주 정씨 15,607명 + 광산 정씨 5,914명 = 21,521명